# HD 129902
HD 129902，又名BD-00 2867，SAO 140116、HR 5496，是一颗恒星，视星等为6.07，位于銀經351.32，銀緯50.45，其B1900.0坐标为赤經14h 40m 2.8s，赤緯-0° 50.45′ 42″。